# Fillsartrusket
Fillsartrusket är en sjö i Tierps kommun i Uppland och ingår i Forsmarksåns huvudavrinningsområde. Fillsartrusket ligger i Florarna Natura 2000-område. Sjön är 3,5 meter djup, har en yta på 0,018 kvadratkilometer och är belägen 32 meter över havet.